# Бад-Бланкенбург
Бад-Бланкенбург (нім. Bad Blankenburg) — місто в Німеччині, розташоване в землі Тюрингія. Входить до складу району Заальфельд-Рудольштадт.
Площа — 35,56 км2. Населення становить 6029 ос. (станом на 31 грудня 2021).

## Уродженці
- Еріх Вайсе (1911—2001) — німецький офіцер, унтерштурмфюрер резерву СС.